# Lamerdingen
Lamerdingen es un municipio ubicado en el distrito de Algovia Oriental, en el estado de Baviera, Alemania. Tiene una población estimada, a fines de 2020, de 2096 habitantes.